# Claude de Beauvoir

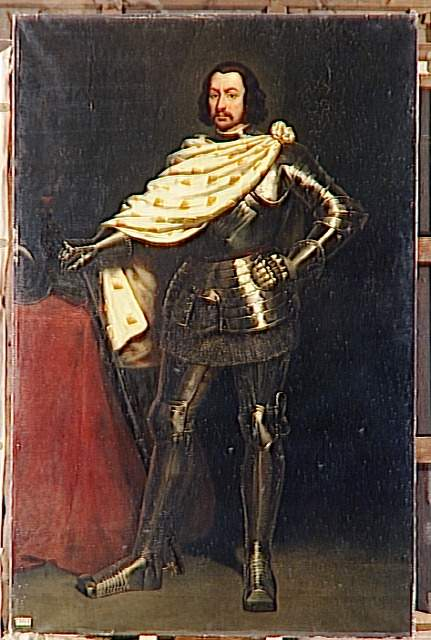
Porträt von Claude de Beauvoir, Seigneur de Chastellux, Maréchal de France, von Henry Scheffer, 1835, Musée de l’Histoire de France, Versailles

Claude de Beauvoir († 12. März 1453) war ein französischer Adliger und Militär auf Seiten der Herzöge von Burgund, der 1418 zum Marschall von Frankreich ernannt wurde.
Er war Seigneur de Chastellux, de Bourdeaux, de Mont-Saint-Jean, de Baserne, de Bazoches et de Coulanges, Vicomte d’Avallon.

## Leben
Claude de Beauvoir ist der Sohn von Guillaume de Beauvoir, Seigneur de Bourdeaux, Auxerre, Chastellux etc. und Jeanne de Saint-Verain, und seit Geburt Untertan der Herzöge von Burgund. Am 15. Juni 1409 wurde er zum Kammerherrn des Herzogs von Burgund ernannt.
1414 wurde er beauftragt, La Mothe de Bar-sur-Aube zu Hilfe zu kommen, das vom Bailli de Chaumont belagert wurde. Der Herzog von Burgund machte ihn zum Gouverneur des Nivernois und übergab ihm am 8. Oktober 1417 gemeinsam mit Guy de Bar und Gérard de La Guiche das Gouvernement von Mantes, Pontoise, Meulenc, Poissy und deren Umgebung.
Am 29. Mai 1418 überraschte er gemeinsam mit Guy de Bar und Jean de Villiers de L’Isle-Adam, beides Offiziere des Herzogs von Burgund, an der Spitze von 200 Bewaffneten Paris und zog gegen 2 Uhr morgens über die Porte Saint-Germain in die Stadt ein. Ein Teil seiner Truppe zog zum Hôtel Saint-Paul, der Residenz des Königs Karl VI., und lagerte dort zu dessen Schutz, ein anderer Teil wurde in die Rue Saint-Honoré gesandt, um den Comte d’Armagnac zu verhaften, der Rest wurde in der Stadt verteilt. Vier Tage später, am 2. Juni 1418, machte ihn Karl VI. zum Marschall von Frankreich (den zugehörigen Eid leistete er am 6. Juni). Am 10. Juni wurde er zum Lieutenant und Capitaine général des Herzogtums Normandie ernannt, mit der Aufgabe, die von den Engländern und den Armagnaken besetzten Plätze wieder dem König zu unterwerfen.
Als er gegen die Ernennungen von Antoine de Vergy und Jean de La Baume zu Marschällen opponierte, kam es bei Louviers zu einer Schlacht, in der er unterlag und alle seine Männer gefangen genommen wurden, wofür der König ihn am 5. Oktober 1418 durch eine Einmalzahlung und am 29. Januar 1419 durch die Zusage monatlicher Zahlungen entschädigte. Am 7. Februar 1419 wurden ihm die Bewachung und Verwaltung mehrerer Burgen und Festungen in der Brie und in Burgund übertragen. Drei Tage später, am 10. Februar wurde er nach Provins geschickt, um mit dem Comte de Saint-Pol, dem Kanzler und dem Prévôt de Paris über einen Friedensschluss zu verhandeln. Der Verhandlungen dauerten bis um 22. Februar an. Anschließend wurde er nach Guyenne gesandt und am 25. August, nach seiner Rückkehr, zum Lieutenant und Capitaine-général der Stadt Saint-Denis gemacht, wofür er 600 Fußsoldaten und 600 Bogenschützen bekam.
1420 wurde er nach Paris geschickt, um erneut mit dem Comte de Saint-Pol zu verhandeln. Am 22. Januar 1421 nahm ihm Heinrich V. von England das Marschallsamt ab, wogegen er beim Parlement schriftlichen Protest einlegte, was ihn allerdings nicht hinderte, im Dienst des Königs von England und des Herzogs von Burgund zu bleiben.
Im Jahr 1423 überraschte er Cravant mit einer Belagerung und nahm dort den Connétable von Frankreich John Stewart gefangen. Da er Cravant dem Kapitel von Auxerre, von dem es abhängig war, zurückgegeben hatte, wurde er zum Ersten Kanoniker von Auxerre ernannt, ein Privileg, das auf seine Erben übertragbar war.
Bei der Verteilung von Gütern, die der König von England den Lehnsherren des Königs von Frankreich abgenommen worden waren, erhielt er am 15. Mai 1424 mehrere Seigneurien, darunter Jargeau und einen Teil der Burg von Dracey, die er am 8. Mai 1429 gegen Courville, Épernon, Bretaucourt, Illiers, Rabestan, Dangeau und La Cholletière eintauschte.
1431 nahm er mit dem Kanzler und dem Herzog von Burgund an einer Versammlung in Auxerre teil, um mit Niccolò Albergati, genannt Cardinal de Sainte-Croix, dem päpstlichen Legaten, und den Gesandten der Könige von Frankreich und England einen Frieden auszuhandeln.
Am 6. November 1433 erhielt er vom Herzog die Erlaubnis, Turm und Haus der Vicomté Avallon zu befestigen, die während des Kriegs zerstört worden waren. Da er bezüglich Besitz und Nutzung der Capitainerie und der Verwaltung seiner Vizegrafschaft, die er vom Herzog erhalten hatte, behindert wurde, bekam der Graf von Freiburg, Marschall von Burgund, am 7. Juni 1440 vom Herzog den Auftrag, ihn dort zu unterstützen.
Am 28. Februar 1445 übertrug ihm Charles, Graf von Nevers, die Rechtsprechung im Nivernais, um sie in seiner Abwesenheit und der von Hugues de Digoine, Seigneur de Thianges und Bailli de Nevers, auszuüben.
Claude de Beauvoir, der Marschall Chastellux, testierte am 19. Januar 1453, starb am 12. März 1453 und wurde in der Kathedrale von Auxerre bestattet.

## Ehe und Familie
Claude de Beauvoir heiratete in erster Ehe Alix de Toucy, Dame de Mont-Saint-Jean, de Baserne et du Val-d’Auligny, Tochter von Louis de Toucy, Seigneu de Baserne et du Val-d‘Auligny, und Guye, Dame de Mont-Saint-Jean; sie war Witwe von Ogier IX. d’Anglure (* um 1360; † 1412). Nach ihrem Tod hatte er mehrere Auseinandersetzungen mit den Kindern von Ogier d’Anglure und Guye, da er die Herrschaften Mont-Saint-Jean, Baserne und Le Val-d’Auligny zurückbehielt. Die Ehe blieb kinderlos.
In zweiter Ehe heiratete er mit Ehevertrag vom 11. August 1427 Jeanne de Longwy, Tochter von Mathieu de Longwy, Seigneur de Rahon, und Bonne de La Tremoille, die am 15. April 1434 testierte. Auch diese Ehe blieb ohne Nachkommen.
In dritter Ehe heiratete er Marie de Savoisy, Tochter von Charles de Savoisy, Seigneur de Seignelay, und Yolande de Rodemach, die die Herrschaft Coulanges in die Ehe brachte und 1469 noch lebte. Ihre Kinder sind:
- Jean (1488 bezeugt, 1490 verstorben), Sire de Chastellux, Vicomte d’Avallon, Seigneur de Baserne, de Coulanges etc., Kammerherr des Königs, bestattet in der Kathedrale von Auxerre
- Claude de Beauvoir, Seigneur de Baserne, de Coulanges et de Basoches, Mundschenk des Grafen von Étampes (1461) und des Herzogs von Brabant (1467), testiert 8. Dezember 1472, bestattet bei den Franziskanern von Nevers
- Louis de Beauvoir, Seigneur de Basoches, 1469 geistlich
- Catherine de Beauvoir; ⚭ (Ehevertrag 23. Dezember 1467) Amaury, Seigneur de Fontenay
- Agnès de Beauvoir, 1493 bezeugt; ⚭ (Ehevertrag 12. Mai 1472) Antoine, Seigneur du Follet, Kammerherr des Königs, 1493 bezeugt
- Perrette de Beauvoir, 1468 Äbtissin von Notre-Dame de Nevers, 1486 Äbtissin von Saint-Julien d’Auxerre

Darüber hinaus hatte Claude de Beauvoir von einer unbekannten Frau einen unehelichen Sohn, Jacques bâtard de Chastellux, Seigneur de Courson, der 1437 und 1453 als Écuyer bei Charles de Bourgogne, Comte de Nevers bezeugt ist. Von Anne de Moroge hatte er – ebenfalls außerehelich – einen Sohn, der mit 17 oder 18 Jahren starb, sowie drei verheiratete Töchter.